# Dactylodenia vitosensis
Dactylodenia vitosensis är en orkidéart som beskrevs av Jagiello. Dactylodenia vitosensis ingår i släktet Dactylodenia, och familjen orkidéer. Inga underarter finns listade i Catalogue of Life.